# Bassingham
Bassingham is een civil parish in het bestuurlijke gebied North Kesteven, in het Engelse graafschap Lincolnshire met 1425 inwoners.